# Конвенція про програму моніторингу екосистем морських живих ресурсів Антарктики
Конвенція про програму моніторингу екосистем морських живих ресурсів Антарктики (англ. Convention on the Conservation of Antarctic Marine Living Resources Ecosystem Monitoring Programme, абр. CEMP) — це програма, створена в 1985 році Конвенцією зі збереження антарктичних морських живих ресурсів для моніторингу та обліку риболовлі та виловлювання морського життя в Антарктиді та навколо неї.
Цілі полягають у тому, щоб: «(1) виявити та зафіксувати значні зміни у критичних компонентах морської екосистеми в межах Конвенції, щоб слугувати основою для збереження живих ресурсів Антарктики; та (2) розрізняти зміни внаслідок виловлювання комерційних видів та змін через екологічну мінливість, як фізичну, так і біологічну» .

## Сайти
Конвенція про програму моніторингу екосистем морських живих ресурсів Антарктики включає декілька місць, розташованих у трьох «інтегрованих регіональних навчальних регіонах», а також мережу додаткових місць. Додатково створені два майданчики для спеціального захисту, це Острови Сіль (Південні Шетландські острови) та мис Ширрефф; обидва розташовані на Південних Шетландських островах. Для відвідування програмних районів Конвенції необхідний дозвіл.